# Sierra del Escudo de Cabuérniga
La sierra del Escudo de Cabuérniga est un massif montagneux situé dans la cordillère Cantabrique, dans la communauté autonome de la Cantabrie dans le Nord de l'Espagne. Elle culmine à l'Alto de Galmonal à 1 228 m d'altitude.